# Guenete Leul
Guenete Leul, är ett palats i Addis Ababa i Etiopien.  Det fungerade som kejserligt residens under kejsardömet Etiopien 1930-1960, och blev lokal åt 
Haile Selassie-Universitetet. 

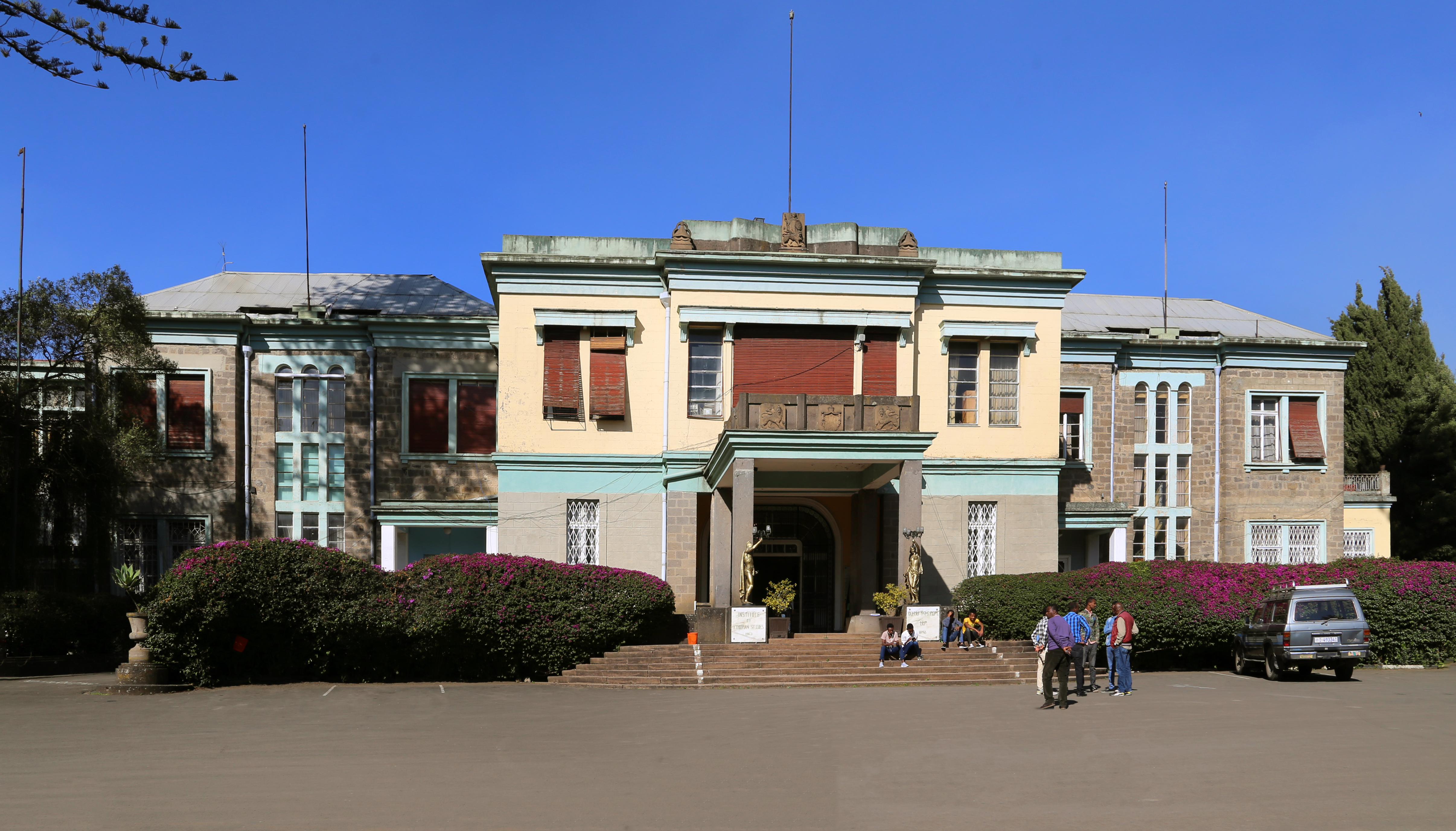
Guenete Leul